# Vangueria psammophila
Vangueria psammophila är en måreväxtart som först beskrevs av Karl Moritz Schumann, och fick sitt nu gällande namn av Henrik Lantz. Vangueria psammophila ingår i släktet Vangueria och familjen måreväxter.
Artens utbredningsområde är Angola. Inga underarter finns listade i Catalogue of Life.